# Férfi vízilabdatorna a 2008. évi nyári olimpiai játékokon
A 2008. évi nyári olimpiai játékokon a férfi vízilabdatornát augusztus 10. és 24. között rendezték. A tornán 12 nemzet csapata vett részt. A címvédő a magyar válogatott volt, amely ismét megvédte címét, ezzel egymás után harmadjára nyert olimpiát. Az olimpiai vízilabdatornák történetében ez volt az első olyan eset, amikor egy nemzet egymás után háromszor nyerje meg a tornát.

## Részt vevő nemzetek
| Verseny                          | Dátum                            | Helyszín       | Kvóta | Kvalifikált csapat(ok)                                                   |
| -------------------------------- | -------------------------------- | -------------- | ----- | ------------------------------------------------------------------------ |
| Házigazda                        | –                                | –              | 1     | Kína (CHN)*                                                              |
| Európai kvalifikációs bajnokság  | 2007. szeptember 2–9.            | Pozsony        | 1     | Montenegró (MNE)                                                         |
| 2007-es afrikai játékok          | 2007. július 5–20.               | Algéria        | 0 (1) | törölve, kevés részt vevő csapat miatt                                   |
| 2007-es pánamerikai játékok      | 2007. július 13–29.              | Rio de Janeiro | 1     | Egyesült Államok (USA)                                                   |
| Óceániai kvalifikációs bajnokság | 2007. november 30. – december 2. | Auckland       | 1     | Ausztrália (AUS)                                                         |
| 2007-es világliga                | 2007. július 3. – augusztus 12.  | Berlin**       | 1     | Szerbia (SRB)                                                            |
| 2007-es világbajnokság           | 2007. március 17. – április 1.   | Melbourne      | 3     | Horvátország (CRO) · Magyarország (HUN) · Spanyolország (ESP)            |
| Olimpiai kvalifikációs bajnokság | 2008. március 2–9.               | Nagyvárad      | 4     | Görögország (GRE) · Németország (GER) · Olaszország (ITA) · Kanada (CAN) |
| ÖSSZESEN                         |                                  |                | 12    |                                                                          |

* - Ázsiából a rendező jogán Kína automatikusan megkapta a részvételi jogot, így ott nem rendeztek külön versenyt az olimpiai helyért.

** - A világligának csak a döntő mérkőzései voltak Berlinben.
Az olimpiai kvalifikációs torna mezőnye
- A csoport: Románia, Oroszország, Brazília, Görögország, Kazahsztán, Szlovákia
- B csoport: Mexikó, Németország, Irán, Olaszország, Kanada, Macedónia

## Csoportkör
| Színmagyarázat                                                                                   |
| ------------------------------------------------------------------------------------------------ |
| A csoportok első helyezettjei bejutottak az elődöntőbe.                                          |
| A csoportok második és harmadik helyezettjei a 4 közé jutásért egy további mérkőzést játszottak. |
| A csoportok negyedik helyezettjei a 7–10. helyért játszhattak.                                   |
| A csoportok ötödik és hatodik helyezettjei a 10 közé jutásért egy további mérkőzést játszottak.  |

Az időpontok helyi idő szerint (UTC+8), a zárójelben lévő időpontok magyar idő szerint (UTC+2) vannak feltüntetve.

### A csoport
| Csapat              | M | Gy | D | V | G+ | G– | Gk  | P |
| ------------------- | - | -- | - | - | -- | -- | --- | - |
| Magyarország (HUN)  | 5 | 4  | 1 | 0 | 60 | 36 | +24 | 9 |
| Spanyolország (ESP) | 5 | 4  | 0 | 1 | 52 | 34 | +18 | 8 |
| Montenegró (MNE)    | 5 | 2  | 2 | 1 | 43 | 31 | +12 | 6 |
| Ausztrália (AUS)    | 5 | 2  | 1 | 2 | 45 | 40 | +5  | 5 |
| Görögország (GRE)   | 5 | 1  | 0 | 4 | 37 | 56 | –19 | 2 |
| Kanada (CAN)        | 5 | 0  | 0 | 5 | 21 | 61 | –40 | 0 |

| 2008. augusztus 10. 9:30 (3:30) | Spanyolország (ESP)  | 16–6 | Kanada (CAN) | Ying Tung Natatorium, Peking Játékvezetők: Čirić (SRB), Ni (CHN) |
| 2008. augusztus 10. 9:30 (3:30) | (5–2, 4–2, 3–1, 4–1) |      |              | Ying Tung Natatorium, Peking Játékvezetők: Čirić (SRB), Ni (CHN) |
| 2008. augusztus 10. 9:30 (3:30) | X. García, Molina 3  |      | Feltham 2    | Ying Tung Natatorium, Peking Játékvezetők: Čirić (SRB), Ni (CHN) |

| 2008. augusztus 10. 10:50 (4:50) | Magyarország (HUN)   | 10–10 | Montenegró (MNE) | Ying Tung Natatorium, Peking Játékvezetők: Margeta (SLO), Caputi (ITA) |
| 2008. augusztus 10. 10:50 (4:50) | (3–3, 3–1, 2–4, 2–2) |       |                  | Ying Tung Natatorium, Peking Játékvezetők: Margeta (SLO), Caputi (ITA) |
| 2008. augusztus 10. 10:50 (4:50) | három játékos 2      |       | M. Janović 4     | Ying Tung Natatorium, Peking Játékvezetők: Margeta (SLO), Caputi (ITA) |

| 2008. augusztus 10. 14:00 (8:00) | Ausztrália (AUS)     | 12–8 | Görögország (GRE) | Ying Tung Natatorium, Peking Játékvezetők: Bock (GER), Chaney (USA) |
| 2008. augusztus 10. 14:00 (8:00) | (5–5, 4–3, 2–0, 1–0) |      |                   | Ying Tung Natatorium, Peking Játékvezetők: Bock (GER), Chaney (USA) |
| 2008. augusztus 10. 14:00 (8:00) | Figlioli 4           |      | Dószkasz 3        | Ying Tung Natatorium, Peking Játékvezetők: Bock (GER), Chaney (USA) |

| 2008. augusztus 12. 9:30 (3:30) | Kanada (CAN)         | 0–12            | Montenegró (MNE) | Ying Tung Natatorium, Peking Játékvezetők: Knights (NZL), Pinker (RSA) |
| 2008. augusztus 12. 9:30 (3:30) | (0–3, 0–4, 0–4, 0–1) |                 |                  | Ying Tung Natatorium, Peking Játékvezetők: Knights (NZL), Pinker (RSA) |
| 2008. augusztus 12. 9:30 (3:30) |                      | három játékos 2 |                  | Ying Tung Natatorium, Peking Játékvezetők: Knights (NZL), Pinker (RSA) |

| 2008. augusztus 12. 10:50 (4:50) | Spanyolország (ESP)  | 9–8 | Ausztrália (AUS) | Ying Tung Natatorium, Peking Játékvezetők: Margeta (SLO), Caputi (ITA) |
| 2008. augusztus 12. 10:50 (4:50) | (4–0, 2–4, 2–2, 1–2) |     |                  | Ying Tung Natatorium, Peking Játékvezetők: Margeta (SLO), Caputi (ITA) |
| 2008. augusztus 12. 10:50 (4:50) | X. García 3          |     | Whalan, Woods 2  | Ying Tung Natatorium, Peking Játékvezetők: Margeta (SLO), Caputi (ITA) |

| 2008. augusztus 12. 14:00 (8:00) | Görögország (GRE)    | 6–17 | Magyarország (HUN) | Ying Tung Natatorium, Peking Játékvezetők: Rak (CRO), Čirić (SRB) |
| 2008. augusztus 12. 14:00 (8:00) | (2–7, 2–2, 1–4, 1–4) |      |                    | Ying Tung Natatorium, Peking Játékvezetők: Rak (CRO), Čirić (SRB) |
| 2008. augusztus 12. 14:00 (8:00) | Szhízasz 2           |      | Biros 4            | Ying Tung Natatorium, Peking Játékvezetők: Rak (CRO), Čirić (SRB) |

| 2008. augusztus 14. 10:50 (4:50) | Magyarország (HUN)   | 8–5 | Spanyolország (ESP) | Ying Tung Natatorium, Peking Játékvezetők: Čirić (SRB), Chaney (USA) |
| 2008. augusztus 14. 10:50 (4:50) | (2–3, 4–2, 0–0, 2–0) |     |                     | Ying Tung Natatorium, Peking Játékvezetők: Čirić (SRB), Chaney (USA) |
| 2008. augusztus 14. 10:50 (4:50) | három játékos 2      |     | Molina 2            | Ying Tung Natatorium, Peking Játékvezetők: Čirić (SRB), Chaney (USA) |

| 2008. augusztus 14. 14:00 (8:00) | Montenegró (MNE)     | 10–6 | Görögország (GRE) | Ying Tung Natatorium, Peking Játékvezetők: Tulga (TUR), Margeta (SLO) |
| 2008. augusztus 14. 14:00 (8:00) | (3–1, 2–1, 5–2, 0–2) |      |                   | Ying Tung Natatorium, Peking Játékvezetők: Tulga (TUR), Margeta (SLO) |
| 2008. augusztus 14. 14:00 (8:00) | négy játékos 2       |      | Dószkasz 2        | Ying Tung Natatorium, Peking Játékvezetők: Tulga (TUR), Margeta (SLO) |

| 2008. augusztus 14. 15:20 (9:20) | Ausztrália (AUS)     | 8–5 | Kanada (CAN) | Ying Tung Natatorium, Peking Játékvezetők: Bock (GER), Klopper (NED) |
| 2008. augusztus 14. 15:20 (9:20) | (2–3, 2–1, 3–1, 1–0) |     |              | Ying Tung Natatorium, Peking Játékvezetők: Bock (GER), Klopper (NED) |
| 2008. augusztus 14. 15:20 (9:20) | Figlioli 3           |     | Feltham 2    | Ying Tung Natatorium, Peking Játékvezetők: Bock (GER), Klopper (NED) |

| 2008. augusztus 16. 10:50 (4:50) | Kanada (CAN)         | 7–13 | Görögország (GRE) | Ying Tung Natatorium, Peking Játékvezetők: Hart (AUS), Ni (CHN) |
| 2008. augusztus 16. 10:50 (4:50) | (1–6, 4–5, 2–1, 0–1) |      |                   | Ying Tung Natatorium, Peking Játékvezetők: Hart (AUS), Ni (CHN) |
| 2008. augusztus 16. 10:50 (4:50) | Feltham, Graham 3    |      | Dószkasz 4        | Ying Tung Natatorium, Peking Játékvezetők: Hart (AUS), Ni (CHN) |

| 2008. augusztus 16. 14:00 (8:00) | Spanyolország (ESP)  | 12–6 | Montenegró (MNE)     | Ying Tung Natatorium, Peking Játékvezetők: Chaney (USA), Tulga (TUR) |
| 2008. augusztus 16. 14:00 (8:00) | (3–0, 4–1, 3–4, 2–1) |      |                      | Ying Tung Natatorium, Peking Játékvezetők: Chaney (USA), Tulga (TUR) |
| 2008. augusztus 16. 14:00 (8:00) | Molina 3             |      | N. Janović, Ivović 2 | Ying Tung Natatorium, Peking Játékvezetők: Chaney (USA), Tulga (TUR) |

| 2008. augusztus 16. 15:20 (9:20) | Ausztrália (AUS)     | 12–13 | Magyarország (HUN) | Ying Tung Natatorium, Peking Játékvezetők: Klopper (NED), Rak (CRO) |
| 2008. augusztus 16. 15:20 (9:20) | (4–4, 1–5, 4–2, 3–2) |       |                    | Ying Tung Natatorium, Peking Játékvezetők: Klopper (NED), Rak (CRO) |
| 2008. augusztus 16. 15:20 (9:20) | Figlioli 3           |       | Molnár 3           | Ying Tung Natatorium, Peking Játékvezetők: Klopper (NED), Rak (CRO) |

| 2008. augusztus 18. 10:50 (4:50) | Magyarország (HUN)   | 12–3 | Kanada (CAN) | Ying Tung Natatorium, Peking Játékvezetők: Čirić (SRB), Littlejohn (GBR) |
| 2008. augusztus 18. 10:50 (4:50) | (3–1, 3–0, 1–2, 5–0) |      |              | Ying Tung Natatorium, Peking Játékvezetők: Čirić (SRB), Littlejohn (GBR) |
| 2008. augusztus 18. 10:50 (4:50) | négy játékos 2       |      | Graham 2     | Ying Tung Natatorium, Peking Játékvezetők: Čirić (SRB), Littlejohn (GBR) |

| 2008. augusztus 18. 12:10 (6:10) | Montenegró (MNE)     | 5–5 | Ausztrália (AUS) | Ying Tung Natatorium, Peking Játékvezetők: Chaney (USA), Caputi (ITA) |
| 2008. augusztus 18. 12:10 (6:10) | (2–1, 1–2, 0–1, 2–1) |     |                  | Ying Tung Natatorium, Peking Játékvezetők: Chaney (USA), Caputi (ITA) |
| 2008. augusztus 18. 12:10 (6:10) | öt játékos 1         |     | öt játékos 1     | Ying Tung Natatorium, Peking Játékvezetők: Chaney (USA), Caputi (ITA) |

| 2008. augusztus 18. 15:20 (9:20) | Spanyolország (ESP)  | 10–6 | Görögország (GRE) | Ying Tung Natatorium, Peking Játékvezetők: Rak (CRO), Simion (ROU) |
| 2008. augusztus 18. 15:20 (9:20) | (2–0, 3–0, 3–5, 2–1) |      |                   | Ying Tung Natatorium, Peking Játékvezetők: Rak (CRO), Simion (ROU) |
| 2008. augusztus 18. 15:20 (9:20) | F. Perrone 7         |      | Theodorópulosz 2  | Ying Tung Natatorium, Peking Játékvezetők: Rak (CRO), Simion (ROU) |

### B csoport
| Csapat                 | M | Gy | D | V | G+ | G– | Gk  | P |
| ---------------------- | - | -- | - | - | -- | -- | --- | - |
| Egyesült Államok (USA) | 5 | 4  | 0 | 1 | 37 | 31 | +6  | 8 |
| Horvátország (CRO)     | 5 | 4  | 0 | 1 | 56 | 31 | +25 | 8 |
| Szerbia (SRB)          | 5 | 3  | 0 | 2 | 50 | 38 | +12 | 6 |
| Németország (GER)      | 5 | 2  | 0 | 3 | 33 | 44 | –11 | 4 |
| Olaszország (ITA)      | 5 | 2  | 0 | 3 | 57 | 50 | +7  | 4 |
| Kína (CHN)             | 5 | 0  | 0 | 5 | 25 | 64 | –39 | 0 |

| 2008. augusztus 10. 12:10 (6:10) | Szerbia (SRB)        | 11–7 | Németország (GER)   | Ying Tung Natatorium, Peking Játékvezetők: Tulga (TUR), Littlejohn (GBR) |
| 2008. augusztus 10. 12:10 (6:10) | (1–3, 5–2, 2–2, 3–0) |      |                     | Ying Tung Natatorium, Peking Játékvezetők: Tulga (TUR), Littlejohn (GBR) |
| 2008. augusztus 10. 12:10 (6:10) | Pijetlović 4         |      | Politze, Mackeben 2 | Ying Tung Natatorium, Peking Játékvezetők: Tulga (TUR), Littlejohn (GBR) |

| 2008. augusztus 10. 15:20 (9:20) | Horvátország (CRO)   | 11–7 | Olaszország (ITA) | Ying Tung Natatorium, Peking Játékvezetők: Simion (ROU), Anciferov (RUS) |
| 2008. augusztus 10. 15:20 (9:20) | (3–3, 2–1, 4–1, 2–4) |      |                   | Ying Tung Natatorium, Peking Játékvezetők: Simion (ROU), Anciferov (RUS) |
| 2008. augusztus 10. 15:20 (9:20) | Bošković 3           |      | Felugo 3          | Ying Tung Natatorium, Peking Játékvezetők: Simion (ROU), Anciferov (RUS) |

| 2008. augusztus 10. 16:40 (10:40) | Egyesült Államok (USA) | 8–4 | Kína (CHN)      | Ying Tung Natatorium, Peking Játékvezetők: Balfanbajev (KAZ), Brguljan (MNE) |
| 2008. augusztus 10. 16:40 (10:40) | (3–1, 1–2, 2–1, 2–0)   |     |                 | Ying Tung Natatorium, Peking Játékvezetők: Balfanbajev (KAZ), Brguljan (MNE) |
| 2008. augusztus 10. 16:40 (10:40) | Azevedo 5              |     | Vang Pej-ming 2 | Ying Tung Natatorium, Peking Játékvezetők: Balfanbajev (KAZ), Brguljan (MNE) |

| 2008. augusztus 12. 12:10 (6:10) | Olaszország (ITA)    | 11–12 | Egyesült Államok (USA) | Ying Tung Natatorium, Peking Játékvezetők: Brguljan (MNE), Patelli (BRA) |
| 2008. augusztus 12. 12:10 (6:10) | (1–2, 2–3, 4–3, 4–4) |       |                        | Ying Tung Natatorium, Peking Játékvezetők: Brguljan (MNE), Patelli (BRA) |
| 2008. augusztus 12. 12:10 (6:10) | Gallo, Felugo 3      |       | Powers 3               | Ying Tung Natatorium, Peking Játékvezetők: Brguljan (MNE), Patelli (BRA) |

| 2008. augusztus 12. 15:20 (9:20) | Szerbia (SRB)        | 8–11 | Horvátország (CRO) | Ying Tung Natatorium, Peking Játékvezetők: Turcotte (CAN), Klopper (NED) |
| 2008. augusztus 12. 15:20 (9:20) | (3–1, 1–4, 1–4, 3–2) |      |                    | Ying Tung Natatorium, Peking Játékvezetők: Turcotte (CAN), Klopper (NED) |
| 2008. augusztus 12. 15:20 (9:20) | Šapić 4              |      | Joković, Barač 3   | Ying Tung Natatorium, Peking Játékvezetők: Turcotte (CAN), Klopper (NED) |

| 2008. augusztus 12. 16:40 (10:40) | Németország (GER)    | 6–5 | Kína (CHN)   | Ying Tung Natatorium, Peking Játékvezetők: Moliner Molins (ESP), Hart (AUS) |
| 2008. augusztus 12. 16:40 (10:40) | (0–2, 5–2, 0–0, 1–1) |     |              | Ying Tung Natatorium, Peking Játékvezetők: Moliner Molins (ESP), Hart (AUS) |
| 2008. augusztus 12. 16:40 (10:40) | Savic, Schertwitis 2 |     | Jü Li-csün 2 | Ying Tung Natatorium, Peking Játékvezetők: Moliner Molins (ESP), Hart (AUS) |

| 2008. augusztus 14. 9:30 (3:30) | Horvátország (CRO)   | 13–5 | Németország (GER) | Ying Tung Natatorium, Peking Játékvezetők: Moliner Molins (ESP), Argyros (GRE) |
| 2008. augusztus 14. 9:30 (3:30) | (4–1, 3–2, 2–1, 4–1) |      |                   | Ying Tung Natatorium, Peking Játékvezetők: Moliner Molins (ESP), Argyros (GRE) |
| 2008. augusztus 14. 9:30 (3:30) | Burić 3              |      | Politze 2         | Ying Tung Natatorium, Peking Játékvezetők: Moliner Molins (ESP), Argyros (GRE) |

| 2008. augusztus 14. 10:50 (4:50) | Egyesült Államok (USA) | 2–4 | Szerbia (SRB)  | Ying Tung Natatorium, Peking Játékvezetők: Anciferov (RUS), Littlejohn (GBR) |
| 2008. augusztus 14. 10:50 (4:50) | (0–0, 1–2, 0–2, 1–0)   |     |                | Ying Tung Natatorium, Peking Játékvezetők: Anciferov (RUS), Littlejohn (GBR) |
| 2008. augusztus 14. 10:50 (4:50) | Varellas 2             |     | négy játékos 1 | Ying Tung Natatorium, Peking Játékvezetők: Anciferov (RUS), Littlejohn (GBR) |

| 2008. augusztus 14. 16:40 (10:40) | Kína (CHN)           | 7–19 | Olaszország (ITA) | Ying Tung Natatorium, Peking Játékvezetők: Kiszelly (HUN), Koryzna (POL) |
| 2008. augusztus 14. 16:40 (10:40) | (2–5, 2–5, 1–4, 2–5) |      |                   | Ying Tung Natatorium, Peking Játékvezetők: Kiszelly (HUN), Koryzna (POL) |
| 2008. augusztus 14. 16:40 (10:40) | Hszie Csün-min 3     |      | Calcaterra 4      | Ying Tung Natatorium, Peking Játékvezetők: Kiszelly (HUN), Koryzna (POL) |

| 2008. augusztus 16. 9:30 (3:30) | Németország (GER)    | 8–7 | Olaszország (ITA) | Ying Tung Natatorium, Peking Játékvezetők: Brguljan (MNE), Turcotte (CAN) |
| 2008. augusztus 16. 9:30 (3:30) | (2–1, 3–1, 0–2, 3–3) |     |                   | Ying Tung Natatorium, Peking Játékvezetők: Brguljan (MNE), Turcotte (CAN) |
| 2008. augusztus 16. 9:30 (3:30) | Schertwitis 2        |     | Calcaterra 3      | Ying Tung Natatorium, Peking Játékvezetők: Brguljan (MNE), Turcotte (CAN) |

| 2008. augusztus 16. 12:10 (6:10) | Horvátország (CRO)   | 5–7 | Egyesült Államok (USA) | Ying Tung Natatorium, Peking Játékvezetők: Simion (ROU), Anciferov (RUS) |
| 2008. augusztus 16. 12:10 (6:10) | (2–2, 1–3, 0–0, 2–2) |     |                        | Ying Tung Natatorium, Peking Játékvezetők: Simion (ROU), Anciferov (RUS) |
| 2008. augusztus 16. 12:10 (6:10) | Đogaš 2              |     | Azevedo 3              | Ying Tung Natatorium, Peking Játékvezetők: Simion (ROU), Anciferov (RUS) |

| 2008. augusztus 16. 16:40 (10:40) | Szerbia (SRB)        | 15–5 | Kína (CHN)           | Ying Tung Natatorium, Peking Játékvezetők: Koryzna (POL), Osima (JPN) |
| 2008. augusztus 16. 16:40 (10:40) | (5–2, 2–1, 4–2, 4–0) |      |                      | Ying Tung Natatorium, Peking Játékvezetők: Koryzna (POL), Osima (JPN) |
| 2008. augusztus 16. 16:40 (10:40) | Šapić 9              |      | Liang Csung-hszing 3 | Ying Tung Natatorium, Peking Játékvezetők: Koryzna (POL), Osima (JPN) |

| 2008. augusztus 18. 9:30 (3:30) | Szerbia (SRB)        | 12–13 | Olaszország (ITA) | Ying Tung Natatorium, Peking Játékvezetők: Klopper (NED), Anciferov (RUS) |
| 2008. augusztus 18. 9:30 (3:30) | (3–3, 2–3, 3–5, 4–2) |       |                   | Ying Tung Natatorium, Peking Játékvezetők: Klopper (NED), Anciferov (RUS) |
| 2008. augusztus 18. 9:30 (3:30) | Šapić 3              |       | Calcaterra 3      | Ying Tung Natatorium, Peking Játékvezetők: Klopper (NED), Anciferov (RUS) |

| 2008. augusztus 18. 14:00 (8:00) | Egyesült Államok (USA) | 8–7 | Németország (GER) | Ying Tung Natatorium, Peking Játékvezetők: Margeta (SLO), Kiszelly (HUN) |
| 2008. augusztus 18. 14:00 (8:00) | (3–2, 2–1, 2–2, 1–2)   |     |                   | Ying Tung Natatorium, Peking Játékvezetők: Margeta (SLO), Kiszelly (HUN) |
| 2008. augusztus 18. 14:00 (8:00) | Powers, Wright 2       |     | Nossek 5          | Ying Tung Natatorium, Peking Játékvezetők: Margeta (SLO), Kiszelly (HUN) |

| 2008. augusztus 18. 16:40 (10:40) | Kína (CHN)           | 4–16 | Horvátország (CRO) | Ying Tung Natatorium, Peking Játékvezetők: Hart (AUS), Argyros (GRE) |
| 2008. augusztus 18. 16:40 (10:40) | (0–4, 0–3, 1–1, 3–8) |      |                    | Ying Tung Natatorium, Peking Játékvezetők: Hart (AUS), Argyros (GRE) |
| 2008. augusztus 18. 16:40 (10:40) | Vu Cse-jü 2          |      | Barač 4            | Ying Tung Natatorium, Peking Játékvezetők: Hart (AUS), Argyros (GRE) |

## Rájátszás
Minden pozícióért játszottak helyosztót.
A két csoportgyőztes automatikusan bejutott az elődöntőbe. A csoportok második és harmadik helyezettjei egymás ellen játszottak az elődöntőbe jutásért. E két mérkőzés vesztesei játszottak az ötödik helyért. Az elődöntő két győztese játszhatott az aranyéremért, míg a két vesztes a bronzéremért.
A két csoport negyedik helyezettje automatikusan a legjobb 10 közé került, de legfeljebb a 7. helyezést érhette el. A két csoport ötödik és hatodik helyezettjei egymás ellen játszottak a 10 közé jutásért. A vesztesek játszottak a 11. helyért, míg a győztesek a két csoport negyedik helyezettjével játszott. E két mérkőzés győztese a 7., a vesztesek a 9. helyért mérkőzhettek.
|  |               |                     |               |                  |                        |               |                    |                    |                        |                        |               |               |               |
|  | Negyeddöntők  | Negyeddöntők        | Negyeddöntők  |                  |                        | Elődöntők     | Elődöntők          | Elődöntők          |                        |                        | Döntő         | Döntő         | Döntő         |
|  | Negyeddöntők  | Negyeddöntők        | Negyeddöntők  |                  |                        | Elődöntők     | Elődöntők          | Elődöntők          |                        |                        | Döntő         | Döntő         | Döntő         |
|  | augusztus 20. | augusztus 20.       | augusztus 20. | augusztus 22.    | augusztus 22.          | augusztus 22. |                    |                    |                        |                        |               |               |               |
|  | augusztus 20. | augusztus 20.       | augusztus 20. | augusztus 22.    | augusztus 22.          | augusztus 22. |                    |                    |                        |                        |               |               |               |
|  | B2            | Horvátország (CRO)  | 6             | A1               | Magyarország (HUN)     | 11            |                    |                    |                        |                        |               |               |               |
|  | B2            | Horvátország (CRO)  | 6             | A1               | Magyarország (HUN)     | 11            |                    |                    |                        |                        |               |               |               |
|  | A3            | Montenegró (MNE)    | 7             |                  |                        |               | Montenegró (MNE)   | 9                  |                        |                        | augusztus 24. | augusztus 24. | augusztus 24. |
|  | A3            | Montenegró (MNE)    | 7             |                  |                        |               | Montenegró (MNE)   | 9                  |                        |                        | augusztus 24. | augusztus 24. | augusztus 24. |
|  |               |                     |               |                  |                        |               | Magyarország (HUN) | Magyarország (HUN) | 14                     |                        |               |               |               |
|  |               |                     |               |                  |                        |               | Magyarország (HUN) | Magyarország (HUN) | 14                     |                        |               |               |               |
|  | augusztus 20. | augusztus 20.       | augusztus 20. | augusztus 22.    | augusztus 22.          | augusztus 22. |                    |                    | Egyesült Államok (USA) | Egyesült Államok (USA) | 10            |               |               |
|  | augusztus 20. | augusztus 20.       | augusztus 20. | augusztus 22.    | augusztus 22.          | augusztus 22. |                    |                    | Egyesült Államok (USA) | Egyesült Államok (USA) | 10            |               |               |
|  | A2            | Spanyolország (ESP) | 5             | B1               | Egyesült Államok (USA) | 10            |                    |                    |                        |                        |               |               |               |
|  | A2            | Spanyolország (ESP) | 5             | B1               | Egyesült Államok (USA) | 10            |                    |                    |                        |                        |               |               |               |
|  | B3            | Szerbia (SRB)       | 9             |                  |                        |               | Szerbia (SRB)      | 5                  |                        |                        | Bronzmérkőzés | Bronzmérkőzés | Bronzmérkőzés |
|  | B3            | Szerbia (SRB)       | 9             |                  |                        |               | Szerbia (SRB)      | 5                  |                        |                        | Bronzmérkőzés | Bronzmérkőzés | Bronzmérkőzés |
|  |               |                     |               |                  |                        |               | augusztus 24.      |                    |                        |                        |               |               |               |
|  |               |                     |               |                  |                        |               |                    |                    |                        |                        |               |               |               |
|  |               |                     |               | Montenegró (MNE) | Montenegró (MNE)       | 4             |                    |                    |                        |                        |               |               |               |
|  |               |                     |               | Montenegró (MNE) | Montenegró (MNE)       | 4             |                    |                    |                        |                        |               |               |               |
|  |               |                     |               | Szerbia (SRB)    | Szerbia (SRB)          | 6             |                    |                    |                        |                        |               |               |               |
|  |               |                     |               | Szerbia (SRB)    | Szerbia (SRB)          | 6             |                    |                    |                        |                        |               |               |               |
|  |               |                     |               |                  |                        |               |                    |                    |                        |                        |               |               |               |

### A 10 közé jutásért
| 2008. augusztus 20. 9:30 (3:30) | Kanada (CAN)         | 11–13 | Olaszország (ITA) | Ying Tung Natatorium, Peking Játékvezetők: Rak (CRO), Ni (CHN) |
| 2008. augusztus 20. 9:30 (3:30) | (1–4, 3–2, 3–3, 4–4) |       |                   | Ying Tung Natatorium, Peking Játékvezetők: Rak (CRO), Ni (CHN) |
| 2008. augusztus 20. 9:30 (3:30) | Graham 4             |       | Sottani 3         | Ying Tung Natatorium, Peking Játékvezetők: Rak (CRO), Ni (CHN) |

| 2008. augusztus 20. 10:50 (4:50) | Görögország (GRE)    | 13–8 | Kína (CHN)       | Ying Tung Natatorium, Peking Játékvezetők: Balfanbajev (KAZ), Knights (NZL) |
| 2008. augusztus 20. 10:50 (4:50) | (3–1, 4–4, 2–0, 4–3) |      |                  | Ying Tung Natatorium, Peking Játékvezetők: Balfanbajev (KAZ), Knights (NZL) |
| 2008. augusztus 20. 10:50 (4:50) | Dószkasz 4           |      | Hszie Csün-min 3 | Ying Tung Natatorium, Peking Játékvezetők: Balfanbajev (KAZ), Knights (NZL) |

### Az elődöntőbe jutásért
| 2008. augusztus 20. 16:00 (9:00) | Montenegró (MNE)     | 7–6 | Horvátország (CRO) | Ying Tung Natatorium, Peking Játékvezetők: Tulga (TUR), Bock (GER) |
| 2008. augusztus 20. 16:00 (9:00) | (3–1, 2–3, 1–0, 1–2) |     |                    | Ying Tung Natatorium, Peking Játékvezetők: Tulga (TUR), Bock (GER) |
| 2008. augusztus 20. 16:00 (9:00) | három játékos 2      |     | Hinić 2            | Ying Tung Natatorium, Peking Játékvezetők: Tulga (TUR), Bock (GER) |

| 2008. augusztus 20. 17:20 (11:20) | Spanyolország (ESP)  | 5–9 | Szerbia (SRB) | Ying Tung Natatorium, Peking Játékvezetők: Turcotte (CAN), Klopper (NED) |
| 2008. augusztus 20. 17:20 (11:20) | (1–0, 1–5, 1–2, 2–2) |     |               | Ying Tung Natatorium, Peking Játékvezetők: Turcotte (CAN), Klopper (NED) |
| 2008. augusztus 20. 17:20 (11:20) | Molina 2             |     | Pijetlović 4  | Ying Tung Natatorium, Peking Játékvezetők: Turcotte (CAN), Klopper (NED) |

### A 7–10. helyért
| 2008. augusztus 22. 10:50 (4:50) | Ausztrália (AUS)               | 13–13 (h. u.) | Olaszország (ITA) | Ying Tung Natatorium, Peking Játékvezetők: Moliner Molins (ESP), Chaney (USA) |
| 2008. augusztus 22. 10:50 (4:50) | (4–2, 1–5, 4–0, 1–3, 0–1, 3–2) |               |                   | Ying Tung Natatorium, Peking Játékvezetők: Moliner Molins (ESP), Chaney (USA) |
| 2008. augusztus 22. 10:50 (4:50) | McGregor 3                     |               | Calcaterra 6      | Ying Tung Natatorium, Peking Játékvezetők: Moliner Molins (ESP), Chaney (USA) |
| 2008. augusztus 22. 10:50 (4:50) | Büntetőpárbaj:                 |               |                   | Ying Tung Natatorium, Peking Játékvezetők: Moliner Molins (ESP), Chaney (USA) |
| 2008. augusztus 22. 10:50 (4:50) | 4–3                            |               |                   | Ying Tung Natatorium, Peking Játékvezetők: Moliner Molins (ESP), Chaney (USA) |

| 2008. augusztus 22. 17:00 (11:00) | Németország (GER)    | 9–13 | Görögország (GRE) | Ying Tung Natatorium, Peking Játékvezetők: Čirić (SRB), Patelli (BRA) |
| 2008. augusztus 22. 17:00 (11:00) | (3–3, 1–3, 2–4, 3–3) |      |                   | Ying Tung Natatorium, Peking Játékvezetők: Čirić (SRB), Patelli (BRA) |
| 2008. augusztus 22. 17:00 (11:00) | Nossek 3             |      | Dószkasz 6        | Ying Tung Natatorium, Peking Játékvezetők: Čirić (SRB), Patelli (BRA) |

### Elődöntők
| 2008. augusztus 22. 18:20 (12:20) | Magyarország (HUN)   | 11–9 | Montenegró (MNE) | Ying Tung Natatorium, Peking Játékvezetők: Simion (ROU), Tulga (TUR) |
| 2008. augusztus 22. 18:20 (12:20) | (3–4, 3–3, 3–0, 2–2) |      |                  | Ying Tung Natatorium, Peking Játékvezetők: Simion (ROU), Tulga (TUR) |
| 2008. augusztus 22. 18:20 (12:20) | Kiss 3               |      | három játékos 2  | Ying Tung Natatorium, Peking Játékvezetők: Simion (ROU), Tulga (TUR) |

| 2008. augusztus 22. 19:40 (13:40) | Egyesült Államok (USA) | 10–5 | Szerbia (SRB)             | Ying Tung Natatorium, Peking Játékvezetők: Turcotte (CAN), Margeta (SLO) |
| 2008. augusztus 22. 19:40 (13:40) | (3–3, 2–1, 2–1, 3–0)   |      |                           | Ying Tung Natatorium, Peking Játékvezetők: Turcotte (CAN), Margeta (SLO) |
| 2008. augusztus 22. 19:40 (13:40) | Azevedo 3              |      | Pijetlović, Vujasinović 2 | Ying Tung Natatorium, Peking Játékvezetők: Turcotte (CAN), Margeta (SLO) |

### A 11. helyért
| 2008. augusztus 22. 9:30 (3:30) | Kanada (CAN)         | 8–7 | Kína (CHN)                 | Ying Tung Natatorium, Peking Játékvezetők: Koryzna (POL), Argyros (GRE) |
| 2008. augusztus 22. 9:30 (3:30) | (1–1, 3–1, 1–2, 3–3) |     |                            | Ying Tung Natatorium, Peking Játékvezetők: Koryzna (POL), Argyros (GRE) |
| 2008. augusztus 22. 9:30 (3:30) | Boyd, Sayegh 2       |     | Jü Li-csün, Han Cse-tung 2 | Ying Tung Natatorium, Peking Játékvezetők: Koryzna (POL), Argyros (GRE) |

### A 9. helyért
| 2008. augusztus 24. 9:30 (3:30) | Olaszország (ITA)    | 10–8 | Németország (GER) | Ying Tung Natatorium, Peking Játékvezetők: Rak (CRO), Hart (AUS) |
| 2008. augusztus 24. 9:30 (3:30) | (4–3, 1–1, 1–1, 4–3) |      |                   | Ying Tung Natatorium, Peking Játékvezetők: Rak (CRO), Hart (AUS) |
| 2008. augusztus 24. 9:30 (3:30) | Calcaterra 5         |      | három játékos 2   | Ying Tung Natatorium, Peking Játékvezetők: Rak (CRO), Hart (AUS) |

### A 7. helyért
| 2008. augusztus 24. 10:50 (4:50) | Ausztrália (AUS)     | 8–9 | Görögország (GRE)         | Ying Tung Natatorium, Peking Játékvezetők: Simion (ROU), Pinker (RSA) |
| 2008. augusztus 24. 10:50 (4:50) | (2–3, 2–2, 3–1, 1–3) |     |                           | Ying Tung Natatorium, Peking Játékvezetők: Simion (ROU), Pinker (RSA) |
| 2008. augusztus 24. 10:50 (4:50) | Figlioli 3           |     | Szhízasz, H. Afrudákisz 2 | Ying Tung Natatorium, Peking Játékvezetők: Simion (ROU), Pinker (RSA) |

### Az 5. helyért
| 2008. augusztus 24. 13:00 (7:00) | Horvátország (CRO)   | 9–11 | Spanyolország (ESP) | Ying Tung Natatorium, Peking Játékvezetők: Chaney (USA), Kiszelly (HUN) |
| 2008. augusztus 24. 13:00 (7:00) | (2–0, 3–5, 1–3, 3–3) |      |                     | Ying Tung Natatorium, Peking Játékvezetők: Chaney (USA), Kiszelly (HUN) |
| 2008. augusztus 24. 13:00 (7:00) | Bušlje, Đogaš 2      |      | X. García 4         | Ying Tung Natatorium, Peking Játékvezetők: Chaney (USA), Kiszelly (HUN) |

### Bronzmérkőzés
| 2008. augusztus 24. 14:20 (8:20) | Montenegró (MNE)     | 4–6 | Szerbia (SRB) | Ying Tung Natatorium, Peking Játékvezetők: Simion (ROU), Tulga (TUR) |
| 2008. augusztus 24. 14:20 (8:20) | (0–2, 1–2, 1–2, 2–0) |     |               | Ying Tung Natatorium, Peking Játékvezetők: Simion (ROU), Tulga (TUR) |
| 2008. augusztus 24. 14:20 (8:20) | M. Janović 2         |     | Savić 2       | Ying Tung Natatorium, Peking Játékvezetők: Simion (ROU), Tulga (TUR) |

### Döntő
| 2008. augusztus 24. 15:40 (9:40) | Magyarország (HUN)   | 14–10            | Egyesült Államok (USA) | Ying Tung Natatorium, Peking Nézőszám: 5000 Játékvezetők: Turcotte (CAN), Brguljan (MNE) |
| 2008. augusztus 24. 15:40 (9:40) | (6–4, 3–4, 2–1, 3–1) |                  |                        | Ying Tung Natatorium, Peking Nézőszám: 5000 Játékvezetők: Turcotte (CAN), Brguljan (MNE) |
| 2008. augusztus 24. 15:40 (9:40) | Varga Dá., Biros 3   | Jegyzőkönyv      | Azevedo 4              | Ying Tung Natatorium, Peking Nézőszám: 5000 Játékvezetők: Turcotte (CAN), Brguljan (MNE) |
| 2008. augusztus 24. 15:40 (9:40) | 7 / 10               | Gól / emberelőny | 4 / 9                  | Ying Tung Natatorium, Peking Nézőszám: 5000 Játékvezetők: Turcotte (CAN), Brguljan (MNE) |
| 2008. augusztus 24. 15:40 (9:40) | 0 / 0                | Gól / ötméteres  | 1 / 1                  | Ying Tung Natatorium, Peking Nézőszám: 5000 Játékvezetők: Turcotte (CAN), Brguljan (MNE) |

| A 2008. évi nyári olimpiai játékok férfi vízilabdatornájának olimpiai bajnoka |
| · MAGYARORSZÁG · 9. cím                                                       |
| ----------------------------------------------------------------------------- |

## Végeredmény
| Helyezés | Csapat                 | M | Gy | D | V | G+ | G– | Gk  | P  |
| -------- | ---------------------- | - | -- | - | - | -- | -- | --- | -- |
| Arany    | Magyarország (HUN)     | 7 | 6  | 1 | 0 | 85 | 55 | +30 | 13 |
| Ezüst    | Egyesült Államok (USA) | 7 | 5  | 0 | 2 | 57 | 50 | +7  | 10 |
| Bronz    | Szerbia (SRB)          | 8 | 5  | 0 | 3 | 70 | 57 | +13 | 10 |
| 4.       | Montenegró (MNE)       | 8 | 3  | 2 | 3 | 63 | 54 | +9  | 8  |
|          |                        |   |    |   |   |    |    |     |    |
| 5.       | Spanyolország (ESP)    | 7 | 5  | 0 | 2 | 68 | 52 | +16 | 10 |
| 6.       | Horvátország (CRO)     | 7 | 4  | 0 | 3 | 71 | 49 | +22 | 8  |
| 7.       | Görögország (GRE)      | 8 | 4  | 0 | 4 | 72 | 81 | –9  | 8  |
| 8.       | Ausztrália (AUS)       | 7 | 2  | 2 | 3 | 66 | 62 | +4  | 6  |
|          |                        |   |    |   |   |    |    |     |    |
| 9.       | Olaszország (ITA)      | 8 | 4  | 1 | 3 | 93 | 82 | +11 | 9  |
| 10.      | Németország (GER)      | 7 | 2  | 0 | 5 | 50 | 67 | –17 | 4  |
| 11.      | Kanada (CAN)           | 7 | 1  | 0 | 6 | 40 | 81 | –41 | 2  |
| 12.      | Kína (CHN)             | 7 | 0  | 0 | 7 | 40 | 85 | –45 | 0  |

## All-star csapat
| Poszt | Név                   | Nemzet                 |
| ----- | --------------------- | ---------------------- |
| Kapus | Merrill Moses         | Egyesült Államok (USA) |
|       | Tony Azevedo          | Egyesült Államok (USA) |
|       | Biros Péter           | Magyarország (HUN)     |
|       | Nikola Janović        | Montenegró (MNE)       |
|       | Varga Dániel          | Magyarország (HUN)     |
|       | Felipe Perrone        | Spanyolország (ESP)    |
|       | Alessandro Calcaterra | Olaszország (ITA)      |